# موتو جي (الجيل الثالث)
 الجيل الثالث من موتو جي هو هاتف ذكي يعمل بنظام أندرويد تم تطويره من قِبل قسم موتورولا للهواتف المحمولة من لينوفو، والذي تم الكشف عنه في الهند في 28 يوليو 2015  وتم إصداره في نفس اليوم. موتو G4 هو خلفه.

## المتغيرات
| نموذج          | ناقلات / المناطق | عصابات CDMA      | نطاقات GSM / GPRS / EDGE | نطاقات UMTS / HSPA +           | عصابات LTE                                                                                              | ملاحظات                                                                    |
| -------------- | --- | ---------------- | ------------------------ | ------------------------------ | --- | -------------------------------------------------------------------------- |
| XT1540         | الولايات المتحدة (غير مقفلة) ، كندا (جميع شركات النقل أو غير مقفلة) ، أمريكا اللاتينية (تيجو) ، المكسيك (غير مقفلة) | N / A            | 850 ، 900 ، 1800 ، 1900  | 850 ، 1700 / AWS ، 1900 ، 2100 | B2 (1900) ، B4 (1700) ، B5 (850) ، B7 (2600) ، * B12 (700) ، B17 (700)                                  | شريحة واحدة                                                                |
| XT1541         | أوروبا | N / A            | 850 ، 900 ، 1800 ، 1900  | 900 ، 2100                     | B1 (2100) ، B3 (1800) ، B7 (2600) ، B8 (900) ، B20 (800)                                                | شريحة واحدة                                                                |
| XT1542 / 43/44 | كولومبيا ، البرازيل ، أمريكا اللاتينية                                                                              | N / A            | 850 ، 900 ، 1800 ، 1900  | 850 ، 900 ، 1700 ، 1900 ، 2100 | B4 (1700) ، B7 (2600) ، B28 (700)                                                                       | شريحتي اتصال (XT1543 / 44) ، تلفزيون رقمي (XT1544) ، شريحة واحدة (XT1542). |
| XT1548         | الولايات المتحدة (سبرينت ، الولايات المتحدة الخلوية ، فيرجن موبايل)                                                 | 800 ، 850 ، 1900 | 850 ، 900 ، 1800 ، 1900  | 850 ، 1700 ، 1900              | B2 (1900) ، B4 (1700) ، B5 (850) ، B12 (700) ، B17 (700) ، B25 (1900) ، B26 (850) ، LTE-TDD: B41 (2500) | شريحة واحدة                                                                |
| XT1550         | آسيا ، أستراليا | N / A            | 850 ، 900 ، 1800 ، 1900  | 850 ، 900 ، 2100               | B1 (2100) ، B3 (1800) ، B7 (2600) ، B8 (900) ، B28 (700) ، LTE-TDD: B40 (2300)                          | ذو شريحتين                                                                 |
| XT1556         | المكسيك ، البرازيل ، كولومبيا                                                                                       | N / A            | 850 ، 900 ، 1800 ، 1900  | 850 ، 900 ، 1700 ، 1900 ، 2100 | B4 (1700) ، B7 (2600) ، B28 (700)                                                                       | توربو الطبعة ذو شريحتين                                                    |
| XT1557         | الهند | N / A            | 850 ، 900 ، 1800 ، 1900  | 850 ، 900 ، 2100               | B1 (2100) ، B3 (1800) ، B7 (2600) ، B8 (900) ، B28 (700) ، LTE-TDD: B40 (2300)                          | توربو الطبعة ذو شريحتين                                                    |